# Cmentarz żydowski w Hamburgu-Altonie

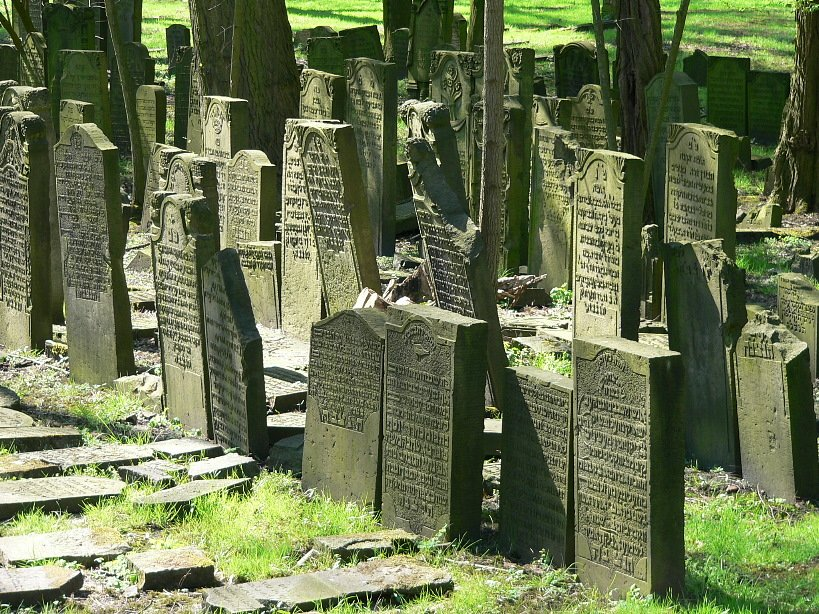
Cmentarz żydowski Königstrasse

Cmentarz żydowski w Hamburgu-Altonie (zwany też Cmentarzem portugalskim przy Königstrasse) – został założony w 1611 roku i był wykorzystywany do 1869 roku. Zajmuje powierzchnię 1,9 ha na której zachowało się ponad sześć tysięcy nagrobków. W 1960 roku cmentarz został uznany za zabytek. Leży w dzielnicy Altona-Altstadt w okręgu administracyjnym Altona.